# Kanał Piastowski

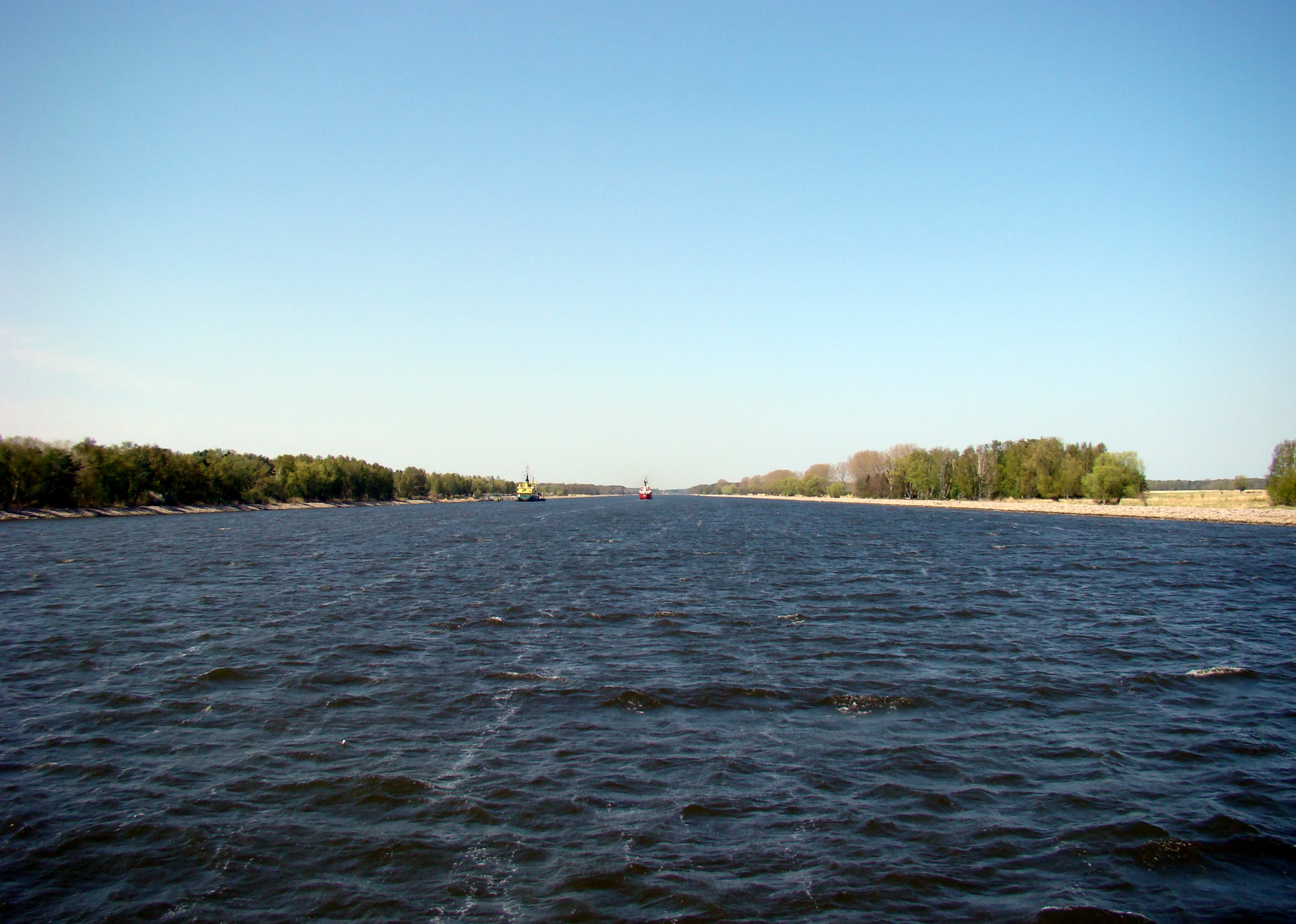
Die Kaiserfahrt = Piastenkanal

Kanał Piastowski, übersetzt Piastenkanal, ist seit 1945 der Name des 1875 bis 1880 als Kaiserfahrt erbauten Kanals auf der Insel Usedom, auch als Kaseburger Kanal bezeichnet,  der die Swine (polnisch Świna) südlich der Hafenstadt Swinemünde (Świnoujście) mit dem Stettiner Haff und damit mit der Oder verbindet. Heute liegt der Kanal im polnischen Teil der Insel.
Der nördliche Teil des Kanals an der Stadt hieß Mellin-Fahrt und umging die versandende Heide-Fahrt. Er durchschnitt die alte Insel „Großer Mellin“ und erreichte dann die alte Swine. An der Insel „Kleiner Mellin“ begann dann die eigentliche „Kaiserfahrt“.
Die zwölf Kilometer lange Schifffahrtsstraße mit einer Wassertiefe von etwa zehn Metern umgeht den schwer befahrbaren östlichen alten Lauf der Swine. Dieser Wasserweg war oft versandet und musste ständig nachgebaggert werden. Seitdem können Seeschiffe mit geringerem Risiko den Kanal zwischen der Ostsee und Stettin (Szczecin) verkehren, was zum Aufstieg des Hafens von Stettin und zum Niedergang des Hafens von Swinemünde führte. Andererseits trug die 1876 in Betrieb genommene Eisenbahnstrecke von Berlin nach Swinemünde über die Brücke bei Karnin (seit 1945 unterbrochen) zum Aufstieg Swinemündes und seiner Nachbarorte als Seebäder bei.
Durch den Bau der Kaiserfahrt wurde ein östlicher Teil der Insel Usedom um das Dorf Kaseburg abgetrennt und zur Insel zwischen Kaiserfahrt und alter Swine. Die Insel ist heute über eine neue Brücke von 2010 mit der Insel Wollin verbunden.
Der polnische Name bezieht sich auf den seit der Nachkriegszeit propagierten piastischen Mythos, nach dem der polnische Staat sich im frühen Mittelalter bis an Oder und Neiße erstreckte und dies die polnische Annexion dieser Region legitimieren könnte. In der weit westlich des 1945 polnischsprachigen Gebiets liegenden Stettiner Region wurde die Berufung auf die Piasten besonders betont, auch wenn dieses Gebiet im frühen Mittelalter nur ganz kurze Zeit polnisch war.
Von 2002 bis 2004 wurden die beiden Molen am Südausgang des Kanals ins Haff für ca. 30 Millionen Euro als wichtige Wasserbaumaßnahme der Region modernisiert und wesentlich verlängert. Die neue Ostmole ist rund 430 m lang, die Westmole 550 m, sie tragen an ihrem Südostende jeweils ein neues Molenfeuer. Die beiden 25 m hohen Türme des Torfeuers am vorherigen Südausgang des Kanals blieben in Funktion.

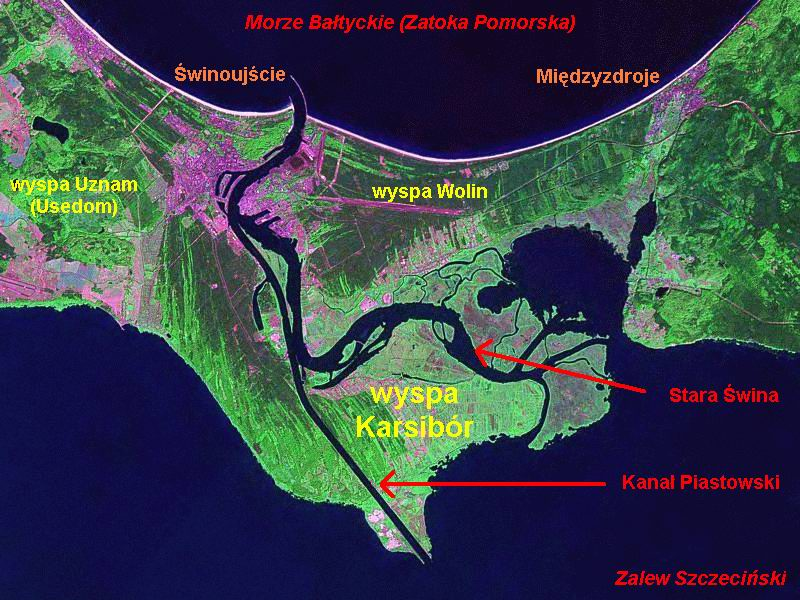
Satellitenaufnahme von Kanal und Swine
Zustand von Kanal und Swine um 1880 mit Ergänzungen bis 1920
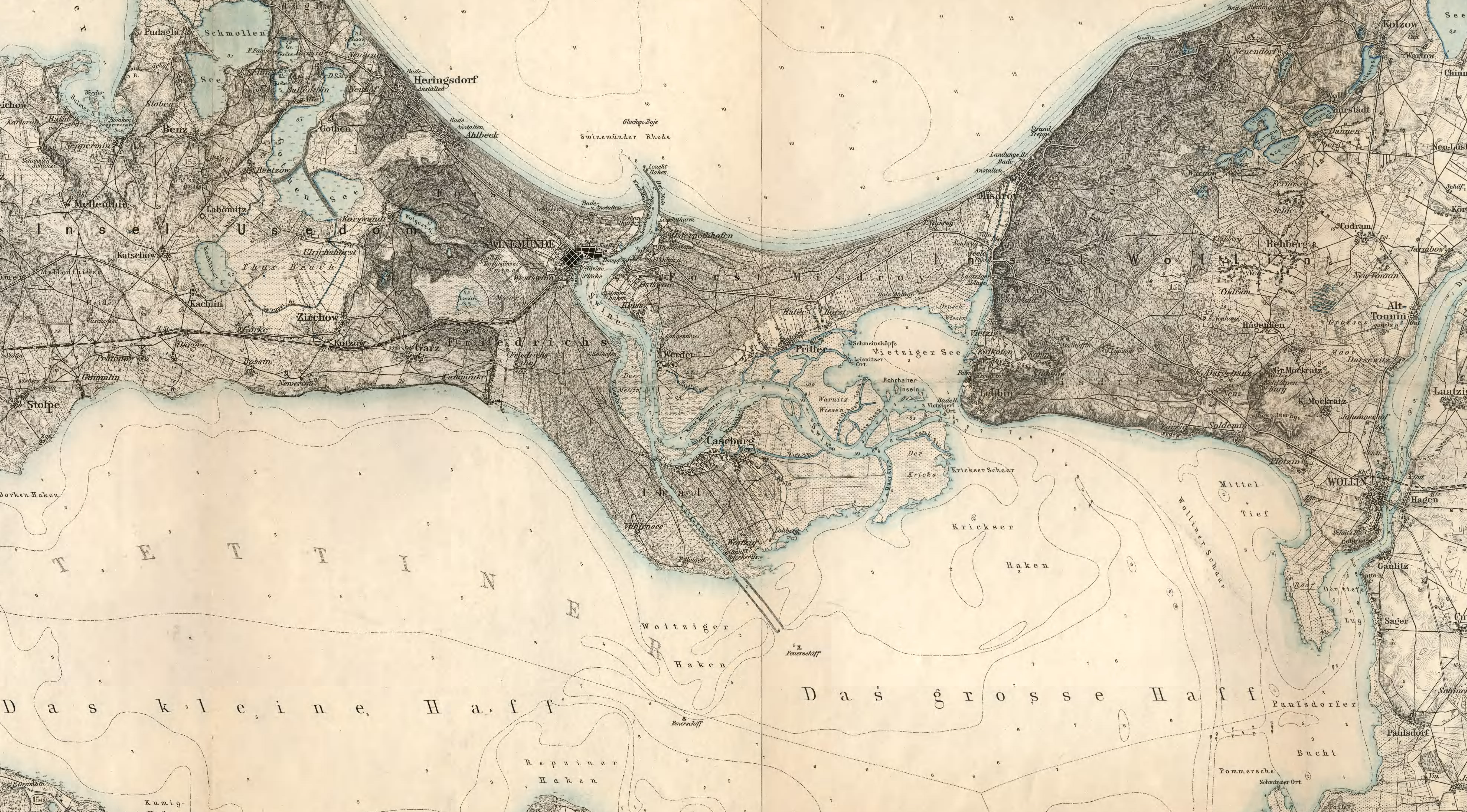
Karte von 1893